# Кишинёвский район
Кишинёвский райо́н (молд. raionul Chișinău, молд. районул Кишинэу) — административно-территориальная единица Молдавской ССР, существовавшая с 11 ноября 1940 года по 9 января 1956 года.

## История
Как и большинство районов Молдавской ССР, образован 11 ноября 1940, центр — город Кишинёв.
До 16 октября 1949 года находился в составе Кишинёвского уезда, после упразднения уездного деления перешёл в непосредственное республиканское подчинение. Тогда же Кишинёв был выделен в самостоятельную административную единицу, и административный центр района был перенесён из столицы МССР в село Дурлешты.
С 31 января 1952 года по 15 июня 1953 года район входил в состав Кишинёвского округа, после упразднения окружного деления вновь перешёл в непосредственное республиканское подчинение.
9 января 1956 года Кишинёвский район был ликвидирован и разделён примерно поровну между Бульбокским, Котовским и Страшенским районами.
В 1970-х — 1990-х годах половина бывшего Кишинёвского района передана в подчинение горсовета Кишинёва, впоследствии — муниципию Кишинёв. Оставшаяся часть практически полностью вошла в состав Яловенского района.

## Административное деление
По состоянию на 1 января 1955 года Кишинёвский район состоял из 10 сельсоветов: Бачойский, Дурлештский, Кожушнянский, Пугойский, Резенский, Сурученский, Сынжерский, Трушенский, Цыпальский и Яловенский.